# Кевін Хейс (спідкубер)
Кевін Хейс (англ. Kevin Haysнародився 12 травня 1994 року) —  професійний американський спідкубер  .  Експерт у складанні великих кубів ( 5x5, 6x6 і 7x7 ), він виграв 6 титулів чемпіона світу та встановив 21 світовий рекорд у трьох дисциплінах. Він встановив 47 рекордів Північної Америки та посів призові місця 21 раз на чемпіонатах Америки . 

## Особисте життя
Кевін Хейс виріс у Рентоні, штат Вашингтон, де й почав займатися швидкубінгом у січні 2009 року  Згодом він вступив до Вашингтонського університету в Сент-Луїсі , де продовжив займатись швидкубінгом.  Також він займався плаванням і був в університетській команді «Вошингтон-юніверсіті Беарз».  Зараз живе в Бостоні, Массачусетс . 
У 2019 році, Кевін змагався в американському телесеріалі Mental Samurai, пройшовши до другого раунду.

## Швидкуберська кар'єра
На перших змаганнях Кевіна, US Nationals 2009, він посів 4-е місце в дисципліні 6x6 і вийшов у фінал у дисципліні 5x5 . Наступного літа, на US Nationals 2010, Кевін посів призове місце у дисципліні 6x6, з середнім результатом 2:36,44.  Кевін встановив свої перші світові рекорди наступного року на US Nationals 2011, склавши куб 6x6 за  2:02,31 одинична і 2:09,03 середній час. 
Кевін відвідав свій перший чемпіонат світу в жовтні 2011 року в Бангкоку, Таїланд. Незважаючи на те, що йому належав світовий рекорд по  6x6, який він встановив на змаганнях 2011 US Nationals, він посів останнє місце у фіналі з результатом DNF (did not finish). Він посів 2 місце у змаганні 7х7 із середнім часом 3:46,99.  На змаганнях US Nationals 2012 Кевін виграв у дисциплінах  4x4, 5x5, 6x6 і 7x7, а також посів 3 місце в дисципліні 3x3 . Кевін здобував титул чемпіона США в дисциплінах 5x5, 6x6 і 7x7 протягом п'яти років з 2012 по 2016 рік  посідав призові місця в тих самих дисциплінах  на десяти  національних чемпіонатах США поспіль з 2010 по 2019 рік 
У 2013 році на Чемпіонаті світу з кубика Рубіка в Лас-Вегасі, штат Невада, Кевін посів перше місце в дисциплінах 5x5, 6x6 і 7x7, ставши першою людиною, яка посіла перше місце у трьох дисциплінах на одному чемпіонаті світу.  На Чемпіонаті світу 2015 року в Сан-Паулу, Бразилія, він посів друге місце в дисципліні 5x5 після Фелікса Земдегса .  На Чемпіонаті світу 2017 року в Парижі, Франція, він здобув чемпіонський титул у дисципліні 6x6 і посів друге місце в дисципліні 7x7 після Фелікса Земдегса.  У 2019 році Кевін не зміг зздобути титул чемпіона світу в дисципліні  6х6 під час Чемпіонату світу в Мельбурні, Австралія, посів друге місце після Макса Парка . 
Кевіну  6 разів встановлював світовий рекорд у дисципліні  6x6 одинична спроба і 9 разів у середньому часі.  З 10 грудня 2011 року по 17 грудня 2016 року Хейс був єдиною людиною, яка встановила світовий рекорд у дисципліні 6x6, покращивши результат  1:54,81 до 1:32,77.  10 березня 2018 року він став першою людиною, яка склала 7х7 менш ніж за 2 хвилини на змаганнях, побивши світовий рекорд із часом 1:59,95. 
10 серпня 2019 року Кевін опублікував заяву, в якій вказує на те, що він завершує кар'єру професійного швидкубера, зосередившись на отриманні емоцій  як від хобі, а не як спорту. 
1 січня 2022 року Хейс оголосив про завершення професійної кар'єри в швидкубінгу. 

## Вагомі результати

### Світові рекорди
| Дисципліна | Одиничний | Середній | Змагання                              | Дата                 | Деталі результату         |
| ---------- | --------- | -------- | ------------------------------------- | -------------------- | ------------------------- |
| Кубик 6х6  |           | 1:34,21  | Lexington Summer 2017                 | 1 липня 2017 року    | 1:40.66, 1:32.77, 1:29.19 |
| Кубик 6х6  | 1:32,77   | 1:42,36  | Asian Championship 2016               | 1 жовтня 2016 року   | 1:45.93, 1:48.39, 1:32.77 |
| Кубик 6х6  |           | 1:45,98  | World Championship 2015               | 14 червня 2015 року  | 1:43.03, 1:51.66, 1:43.23 |
| Кубик 6х6  |           | 1:46,41  | World Championship 2015               | 17 липня 2015 року   | 1:48.99, 1:48.66, 1:41.58 |
| Кубик 6х6  | 1:33,55   |          | Indiana 2015                          | 12 червня 2015 року  |                           |
| Кубик 6х6  | 1:40,86   | 1:51.30  | Vancouver Summer 2013                 | 3 серпня 2013 року   | 1:40.86, 2:01.94, 1:51.11 |
| Кубик 6х6  | 1:49,46   | 1:55,13  | Couve Cubing 2012                     | 5 травня 2012 року   | 1:53.88, 2:02.06, 1:49.46 |
| Кубик 6х6  |           | 2:00.43  | Lynden Open 2012                      | 4 лютого 2012 року   | 1:57.96, 2:02.38, 2:00.94 |
| Кубик 6х6  | 1:54,81   | 2:02.13  | Vancouver Winter 2011                 | 10 грудня 2011 року  | 2:00.93, 1:54.81, 2:10.66 |
| Кубик 6х6  | 2:02.31   | 2:09.03  | US Nationals 2009                     | 12 серпня 2011 року  | 2:13.68, 2:11.09, 2:02.31 |
|            |           |          |                                       |                      |                           |
| Кубик 7х7  | 1: 57,76  |          | Rose City 2018                        | 9 червня 2018 року   |                           |
| Кубик 7х7  | 1:59,95   | 2:08,71  | CubingUSA Heartland Championship 2018 | 10 березня 2018 року | 2:13.91, 2:12.27, 1:59.95 |
| Кубик 7х7  |           | 2:15.07  | Puget Sound Fall 2017                 | 23 вересня 2017 року | 2:23.33, 2:07.77, 2:14.12 |
| Кубик 7х7  |           | 2:42,85  | Clock N' Stuff 2015                   | 23 травня 2015 року  | 2:45.87, 2:37.56, 2:45.11 |
| Кубик 7х7  |           | 2:54,77  | World Championship 2013               | 28 липня 2013 року   | 2:42.80, 2:56.39, 3:05.31 |

### Офіційні особисті рекорди[15]
| Дисципліна  | Категорія | час     | Назва змагань                                |
| ----------- | --------- | ------- | -------------------------------------------- |
| Кубик 3х3х3 | Одиничний | 5,89    | PDX Cubing для Dougy 2016                    |
| Кубик 3х3х3 | Середній  | 7,68    | WCA World Championship 2019                  |
| Куб 4х4х4   | Одиничний | 21.73   | CubingUSA Nationals 2018                     |
| Куб 4х4х4   | Середній  | 28.02   | WCCT Fresno 2018                             |
| Кубик 5х5х5 | Одиничний | 42.36   | Vancouver Big Cubes Open 2019                |
| Кубик 5х5х5 | Середній  | 47,91   | Vancouver Big Cubes Open 2019                |
| Куб 6х6х6   | Одиничний | 1:14,06 | Vancouver Big Cubes Open 2019                |
| Куб 6х6х6   | Середній  | 1:23,89 | CubingUSA Nationals 2019                     |
| Куб 7х7х7   | Одиничний | 1:56,70 | CubingUSA Southern Championship 2019         |
| Куб 7х7х7   | Середній  | 2:05,67 | Rubik's WCA North American Championship 2022 |